# Roland von Uutkercke

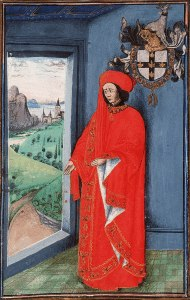
Roeland van Uutkercke im Statuten- und Wappenbuch des Ordens vom Goldenen Vlies in Den Haag, Königliche Bibliothek, KB 76 E 10

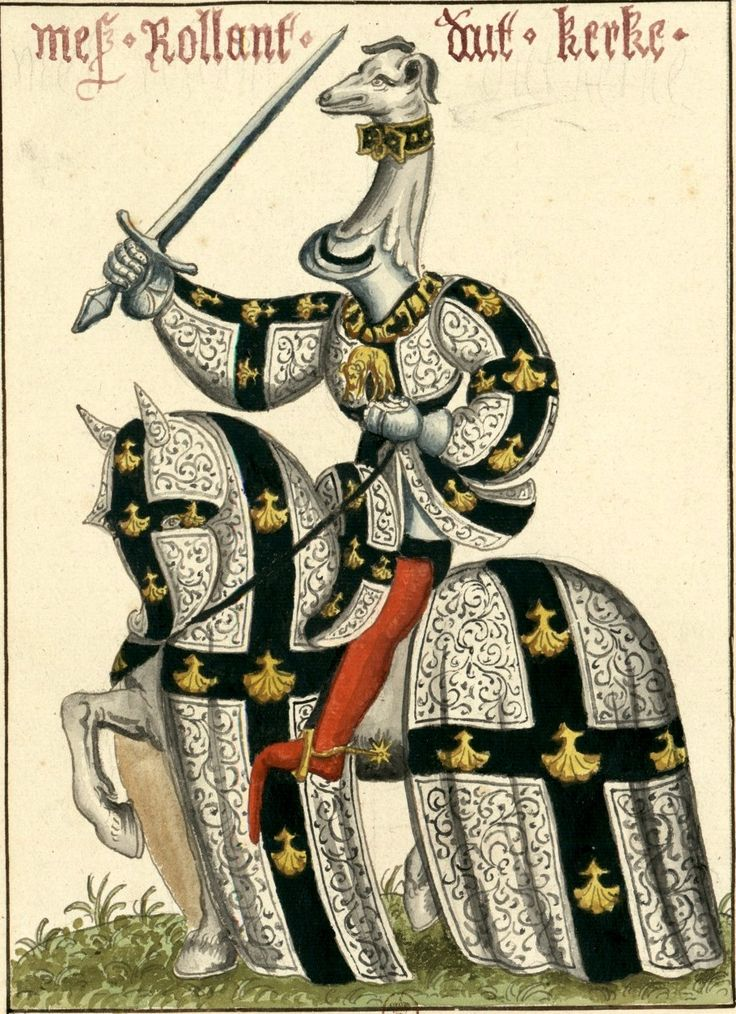
Roland von Uutkercke

Roland von Uutkercke (* vor 1386; † 22. April 1442) war ein flämischer Ritter und Herr von Heemstede, Hogenbrouck, Heestert, Hemsrode, Sijsele und Heist-op-den-Berg.
Der Sohn von Gerard von Uutkercke (Uitkerke, heute Teil von Blankenberge) und Marguerite von Maldegem, Herrin von Heestert, war Vasall der Herzoge von Burgund. Am 23. September 1408 kämpfte er auf burgundischer Seite in der Schlacht von Othée gegen aufständische Bürger von Lüttich. Anders als sein Vater diente er dem Herzog von Burgund, Johann Ohnefurcht, nicht nur als Militär, sondern auch als Diplomat und Vertrauter. Um 1410 wurde er Mitglied von dessen gräflich-flämischem Rat. Anfangs bestand seine Aufgabe vor allem darin, die finanziellen Mittel für die Kriege des Herzogs aufzutreiben. Ende 1411 jedoch war er bereits Angehöriger der Gesandtschaft, die den englischen König Heinrich IV. zu einer Allianz bewegen sollte. Im September 1412 reiste er zum Grafen von Holland, im gleichen Jahr hatte er das Amt eines Kapitäns von Mechelen inne. 1414 reiste er als Diplomat zu König Heinrich V. nach England.
Auch nach dem Mord an Johann Ohnefurcht 1419 blieb er eine der Vertrauenspersonen des neuen Herzogs Philipp des Guten, aber auch der französischen Königin Isabeau. Er wurde mit den Verhandlungen zum Vertrag von Troyes (1420) beauftragt und war 1423 Regent für den abwesenden Herzog. 1425/26 zeichnete er sich als burgundischer Heerführer bei der Eroberung der Grafschaft Holland aus. Im Januar 1426 kämpfte er an der Seite des Herzogs in der Schlacht von Brouwershaven und hielt als Befehlshaber der Garnison von Haarlem im April/Mai 1426 einer Belagerung durch Jakobäa von Bayern stand. Im Mai 1427 wurde er Statthalter von Holland, 1428 bis 1430 war er Präsident des Rates von Holland, darüber hinaus Kapitänleutnant von Holland und Westfriesland sowie Deichgraf im Kennemerland. 1422 hatte er Marie von Halewijn die Herrschaft Hemsrode abgekauft und war Herr von Heemstede, Hogenbrouck, Heestert und Hemsrode, als ihm Herzog Philipp 1430 auch Sijsele und Heist-op-den-Berg schenkte und ihn zum Gründungsmitglied des Ordens vom Goldenen Vlies machte.
1436 war er mit der Verteidigung von Sluis betraut, als Herzog Philipp 1436 erfolglos das englische Calais belagerte. Nach Abbruch der Belagerung verwüsteten englische Piraten die flämische Küste. Als ein auf der Flucht befindliches Truppenkontingent der Bürger von Brügge in Sluis Schutz suchte, ließ Roland vor diesem die Tore von Sluis schließen, was ein Aufbegehren der Städte Brügge und Gent gegen den Herzog nach sich zog, das erst 1438 niedergeschlagen werden konnte.
Roland von Uutkercke war mit Marguerite van der Clite († 1444) verheiratet, der Tochter von Colart I. van der Clite, Herr von Comines, und Jeanne de Waziers, Witwe von Oliver von Halewijn. Seine Schwäger waren Jan und Colart II. van der Clite. Mit Marguerite hatte er einen Sohn, Johann (Jan). Dieser wurde 1441 der Sodomie bezichtigt und schließlich hingerichtet. Im Oktober 1441 befahl Herzog Philipp, Roland solle zur Begleichung von Schulden seinen Grundbesitz veräußern. Roland starb 1442, wenige Monate nach dem Skandal, und wurde in der Kirche von Maldegem bestattet. Seiner Witwe gelang es zumindest, die Herrschaften Hemsrode und Heestert im Familienbesitz zu halten.